# 포차 (튀르키예)

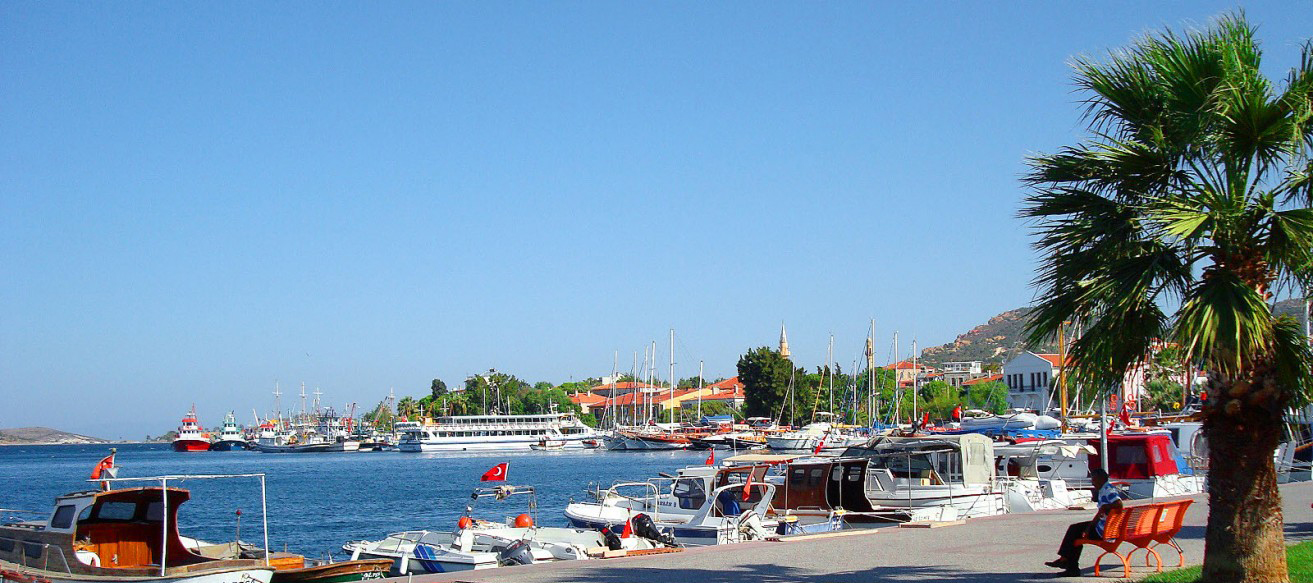
포차

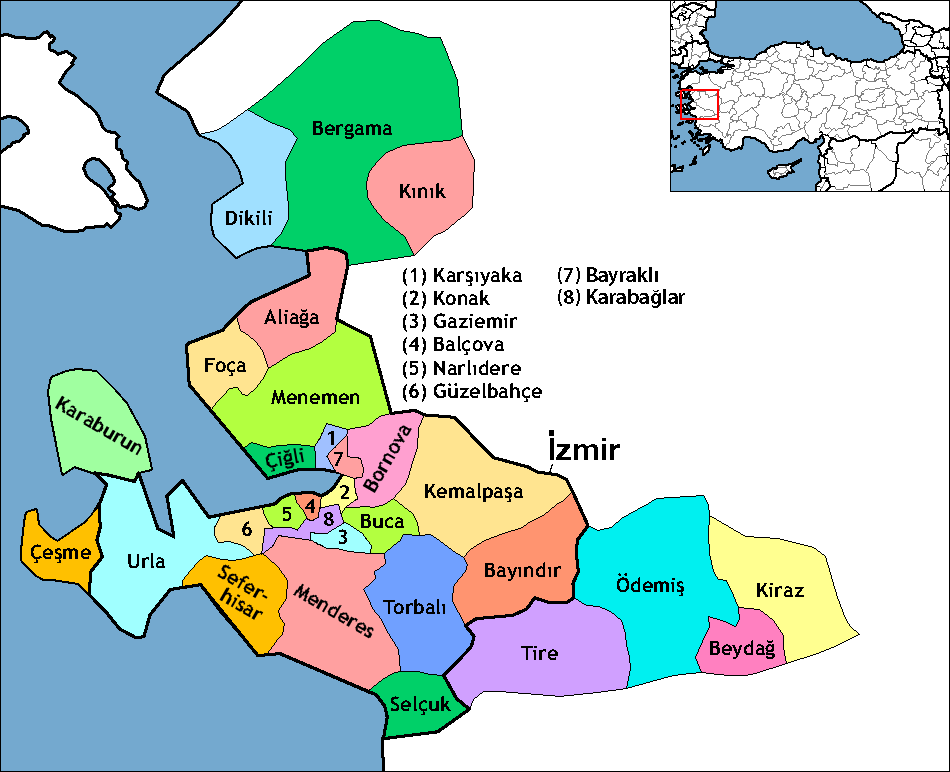
포차의 위치

포차(튀르키예어: Foça)는 튀르키예 이즈미르 주에 위치한 도시로 면적은 204.49km2, 인구는 32,141명(2012년 기준)이다. 에게해 연안과 접하며 이즈미르에서 북서쪽으로 약 69km 정도 떨어진 곳에 위치한다. 포차에서 20km 정도 떨어진 곳에는 예니포차(Yenifoça)라는 지방 자치체가 위치한다.
현재의 2개의 포차 사이에 포카이아라는 고대 도시가 있었다. 중세 시대에는 풍부한 명반의 매장량으로 인해 항구 도시로 발전했다. 1275년에 제노바 공화국이 이 곳을 장악했고 나중에 오스만 제국의 지배를 받게 된다.